# Oberonia gammiei
Oberonia gammiei är en orkidéart som beskrevs av George King och Robert Pantling. Oberonia gammiei ingår i släktet Oberonia och familjen orkidéer. Inga underarter finns listade i Catalogue of Life.